# バトルフィールド1942
『バトルフィールド1942』（Battlefield 1942, 略称：BF1942）は、エレクトロニック・アーツから2002年9月13日に発売されたファーストパーソン・シューティングゲーム（FPS）。バトルフィールドシリーズの第1作。
第二次世界大戦における東部戦線・西部戦線・北アフリカ戦線・太平洋戦線の有名な戦場（全22ステージ）をモチーフとした舞台に、連合国軍（アメリカ・イギリス帝国・ソビエト連邦・カナダ）と枢軸国軍（ナチス・ドイツ・大日本帝国）の戦いを再現している。

## 概要
第二次世界大戦を題材としたFPSで、バトルフィールドシリーズの第1作にあたる。また、開発を行ったDICEの出世作でもある。
本作は、1999年にRefraction Gamesから発表されたCodename Eagleのコンセプトを元に、歩兵戦だけではなくさまざまな乗り物の操縦も行えるFPSとして開発された。また、2012年のGame Developers Coference Europe 2012にて、DICEのゼネラルマネージャーであるカール・マグナス・スローズソン（Karl Magnus Troedsson）が、DICEの歴史について講演を行った際にも本作に触れている。これによれば、本作はビジネスモデルや市場の要望などを考慮して設計されたのではなく、「原型となったゲームに開発者達がやりたいことをやった結果」であり、「開発が難しいとか、できないかもしれないと考えるだけの知識がなかった」ため、完成に至ったのだという。
Academy of Interactive Arts & Sciencesの、2002年度ゲーム・オブ・ザ・イヤーに選ばれているほか、Swedish Game Awardsの2010年度Game of the Decadeなど、複数の受賞歴がある。
2012年には発売10周年を記念して、同年11月から2013年3月までEAのダウンロード販売用ソフトウェアOrigin上での無料配布が行われた。2014年5月31日、本作を含む多くのオンライン対戦ゲームでマルチプレイマッチメイキングのサポートを行っていたGameSpyのサービスが終了し、これに伴いOrigin上での販売も中止された。

## システム
プレイヤーは、突撃兵・衛生兵・偵察兵・工兵・対戦車兵の内、1つの兵科を選択し敵軍と対戦する。1つのマップにはいくつかの拠点が存在し、自軍の拠点ならばプレイヤーはそこから出撃することができる。拠点の近くには、弾薬箱と薬棚があることが多く、ここで弾薬補給や体力回復を行うことができる。
使用できる兵器は、ティーガー・シャーマンなどの戦車から零戦・マスタングなどの航空機、エンタープライズ・大和などの軍艦・潜水艦・ジープ・揚陸艦など30種類以上。
ファンクションキーの組み合わせによる報告・要請機能を使うことができる。2打で色々なコミュニケーションが可能であり（例：[F1][F1]で「了解」など）、チャットのために操作がしばらく止まるということが少なくて済む。
また、MODと呼ばれる、ユーザーによる改造ゲームの作成が容易で、現在も新規MODや改良MODが作成され、新しい遊び方が増えている。
無料の体験版として、シングルプレイ版とマルチプレイ版（ウェーク島のみ）が提供されていた。
なお、Windows Vistaでプレイすると画面表示に異常が出ることがあり、一部のMODでも正常にプレイできない、プレイ自体不可能になるといった障害が確認されている。

## 兵科
上記のように、以下の5つの兵科がある。
どの兵科も基本武装としてナイフ・拳銃を装備し、また、工兵以外は手榴弾を所持している（手榴弾でも装甲車両にある程度のダメージを与えることができる）。
突撃兵
連射可能で威力が高く弾道のバラけも小さい軽機関銃やアサルトライフルを持つ一般的な歩兵。対歩兵戦闘が専門で、足が速く比較的遠距離まで強力な射撃ができる。ただし、装甲車両には歯が立たない。
衛生兵
治療キットを用いて付近の味方のライフ回復を行うことができる。持っている短機関銃は飛距離による威力減衰が大きいため近接戦闘向けだが、装弾数が多いという利点もあり、また、治療キットで自分を回復させることで生存性も高く、突撃の目的であえて衛生兵を選択する者もいる。
偵察兵
ひっそりと敵側面や後方などに周り込み偵察を行う。持っている双眼鏡で覗いている地点に対して砲撃要請を行うことができ、固定砲台や自走砲、艦船などを使用している者が双眼鏡からの視点を手がかりに砲撃を行える。当然、これらの兵器が配置されていないマップでは意味を成さない。また、狙撃銃を持っているので狙撃兵として活躍することもできるが、狙撃で数人の敵を倒したところで戦局への影響は少なく、砲撃要請をまったく行わずに匍匐状態で狙撃のみを行う者は、その姿から「芋虫」と揶揄される。
工兵
地雷と、リモコン式TNT爆薬を持ち、待ち伏せ攻撃を行うことができる。ただし、味方の戦車などが地雷を踏んだ場合はチームキル扱いとなってしまう。特に爆薬は威力が強いため、注意が必要。FF（Friendly Fire：味方への誤射ダメージ）OFFのサーバーでは爆薬を起爆しても自分を含め味方にダメージをおよぼすことがないので、接近戦では非常に手ごわい相手となる。損傷した味方の兵器や施設（戦車・航空機・艦船・砲台など）を、スパナで修理することもできる。連射の利かない小銃を持つが、照準のブレがほとんど無く命中精度が良い。また、工兵のみ手榴弾を持たない。
対戦車兵
バズーカなどの対装甲ロケットランチャーを持つ対戦車・対装甲車両のエキスパート。ロケットランチャーは非装甲車両であればほぼ一撃で破壊可能なほか、人間に命中すると一撃必殺なため、好んで対人目的に使用する者も居る。戦車などの装甲車両は部位によって装甲厚が違い、後部に命中させれば一撃で撃破できるので立ち回りが重要である。欠点として、ロケットランチャーはリロードが遅く弾速もさほど早くとはいえず、煙を引いて飛んでいくため射手の位置が暴露される。なおかつ、弧を描いて飛ぶので遠距離の目標に命中させるには熟練を要す。

## マップ
- 東部戦線
  - ハリコフ
  - スターリングラード
  - クルスク
  - ベルリン
- 西部戦線
  - オマハ・ビーチ
  - ボカージュ
  - マーケット・ガーデン作戦
  - バルジの戦い
  - バトル・オブ・ブリテン
  - カーン解放
- 北アフリカ戦線
  - バトルアクス作戦
  - ガザラ
  - トブルク
  - アバディーン作戦
  - エルアラメイン
- 太平洋戦線
  - ウェーク島
  - ミッドウェイ
  - ガダルカナル
  - 硫黄島
  - 珊瑚海
  - フィリピン侵攻作戦
  - マリアナ侵攻作戦

## 拡張パック

### バトルフィールド1942 ロード・トゥ・ローマ
2003年2月6日発売。第二次世界大戦のイタリア戦線をモチーフとした6つのステージが追加される拡張パック。自由フランス軍・イタリア軍が追加で登場し、M3中戦車やモスキート・ブレダM30軽機関銃などの新たな兵器も10種類ほど追加される。
マップ
- モンテ・カッシーノの戦い
- アンツィオの作戦（アンツィオ上陸作戦）
- ハスキー作戦
- ベイタウン作戦
- サレルノ
- モンテ・サンタ・クローチェの戦い

### バトルフィールド1942 シークレット・ウェポン
2003年8月28日発売。第二次大戦中に計画・試作はされたが、実戦投入されなかったT-28・ゴブリンやHo229・Ba 349・ワッセルファル地対空ミサイルなどの兵器が追加される拡張パック。ステージは架空の6種類。無償体験版として、ヘレンドーンマップが用意されている。
マップ
- クベリー飛行場 1943年8月

プラハ近郊に位置するドイツ軍の飛行場。近隣住民の間では秘密裏にUFOのような試作航空機の試験が行われていると噂される。だが、ドイツ軍は厳重な情報統制を敷いており、実際に目撃したものはいないという。この噂の真相を確かめ、真実であれば試作航空機を破壊するためにイギリス軍特殊部隊が送り込まれる。
- テレマーク研究施設 1943年11月

ノルウェー・リューカンにあるドイツ軍の研究施設で、原子爆弾の主原料である重水の製造を行っている。ノルウェーのレジスタンスがサボタージュを試みているものの効果は上がっていない。イギリス軍特殊部隊の目的は、研究施設に侵入し、重水の生産を阻止するべく発電機を破壊することである。
- ミモイェック 1944年6月

フランスの小さな町だが、近郊の山腹に設置されたV3 ムカデ砲が、既にロンドンに照準を合わせている。イギリス軍特殊部隊の目的は、V3が使用される前に発射基地を爆破することである。
- ゴシックライン 1944年9月

イタリア北アペニン山脈のフータ峠を中心に敷かれたドイツ軍の防衛線である。アメリカ軍はイタリア本土へ侵攻するため、ゴシックラインの突破を図る。
- ヘレンドーン 1945年3月

オランダ・ヘレンドーンの山中にあるドイツ軍のV2ロケット発射基地である。当初はアントワープ攻撃の任務が与えられていたが、連合国軍のライン川突破を阻止するべくレマーゲン鉄橋へと照準を移す。イギリス軍特殊部隊はレマーゲン鉄橋の破壊を阻止するべく、4基のミサイル全てを破壊しなければならない。
- エッセン 1945年3月

エッセンにあるクルップ財閥の兵器工場は予てより連合国軍の激しい爆撃に晒されてきたが、大量の対空兵器で防衛されており、未だにドイツ軍への兵器製造を続けている。この兵器工場を破壊するべく、イギリス軍特殊部隊の空挺降下が始まる。
- イーグルネスト 1945年4月

オーストリア・ザルツブルク近郊に位置する山荘。ヒトラー総統が50歳の誕生日に送られたもので、付近にはゲーリング元帥の邸宅もある。ヒトラーと軍高官が避難していると噂されており、アメリカ軍は調査および占領を目的にイーグルネストへと向かう。
- ペーネミュンデ 1945年5月

ドイツの降伏後、戦利品を巡り連合国内での対立が激化しつつある。ドイツのペーネミュンデ陸軍兵器実験場にはV2の研究施設があり、V2に関する大量の機密情報が保管されている。アメリカ軍はソ連軍に先んじたものの、施設内に残っていたドイツ軍部隊が最後の抵抗を試みる。
- アゲイラの戦い

パッチにボーナスマップとして付属。